# Новое (Ахтырский район)
Новое (укр. Нове) — село, 
Олешнянский сельский совет,
Ахтырский район,
Сумская область,
Украина.
Код КОАТУУ — 5920386305. Население по переписи 2001 года составляет 48 человек .

## Географическое положение
Село Новое находится на правом берегу реки Олешня,
выше по течению примыкает село Лысое,
ниже по течению примыкает село Пасеки
на противоположном берегу — село Комаровка.